# Gonzalo Carou
Gonzalo Matias Carou, né le 15 août 1979, est un joueur international argentin de handball, évoluant au poste de pivot au sein du club du Club Balonmano Ademar León et en équipe d'Argentine.
Il détient le record de participation au record de participation au Championnat du monde avec onze compétitions disputées entre 2001 et 2021,.

## Biographie
Alors qu'il évolue à River Plate, il est sélectionné à seulement 21 ans pour participer au Championnat du monde 2001.
La même année, il rejoint l'Espagne et le JD Arrate où il évolue jusqu'en 2008, date de son transfert au CB Ademar León. En 2014, il quitte León pour rejoindre Istres, mais y retourne la saison suivante après la relégation du club istréen.
Avec l'équipe d'Argentine, il participe notamment aux Jeux olympiques de Londres en 2012.

## Résultats

### En équipe nationale
- Championnats panaméricain
  -  Médaille d'argent en 2008
  -  Médaille d'or en 2010
  -  Médaille d'or en 2012
  -  Médaille d'or en 2014
  -  Médaille de bronze en 2016
  -  Médaille d'or en 2018
- Jeux sud-américains
  -  Médaille d'argent en 2010
  -  Médaille d'argent en 2014
  -  Médaille d'argent en 2018
- Jeux panaméricains[7]
  -  Médaille d'argent en 2003
  -  Médaille d'argent en 2007
  -  Médaille d'or en 2011
  -  Médaille d'argent en 2015
  -  Médaille d'or en 2019
- Jeux olympiques[7]
  - 10e place en 2012
  - 10e place en 2016
  - 12e place en 2020
- Championnat du monde
  - 15e place 2001
  - 17e place 2003
  - 18e place 2005
  - 16e place 2007
  - 18e place 2009
  - 12e place 2011
  - 18e place 2013
  - 12e place 2015
  - 18e place 2017
  - 17e place 2019
  - 11e place 2021

### Récompenses individuelles
- Élu meilleur handballeur argentin de l'année (1) : 2008
- Élu meilleur défenseur du Championnat d'Espagne (1) : 2019-2020